# Finn Juhl
Finn Juhl (Frederiksberg, 30 januari 1912 - Ordrup, 17 mei 1989) was een Deens (interieur)architect en meubelontwerper. Juhl wordt gezien als een van de meest invloedrijke Scandinavische meubelontwerpers uit de twintigste eeuw. Hij werd bekend met zijn stoelontwerpen zoals Model 44 "Bone chair" (1944), Model 45 (1945) en de Chieftain stoel (1949). Daarnaast ontwierp hij als architect onder meer de vergaderzaal van de Trustschapsraad van de Verenigde Naties in New York.

## Levensloop
Finn Juhl werd geboren op 30 januari 1912 in Frederiksberg. Hij was de zoon van textielkoopman Johannes Juhl en Emmy Goecker. Zijn moeder overleed drie dagen na de geboorte van Juhl. Juhl had één oudere broer. In 1930 studeerde Juhl af van het Skt. Jørgens Gymnasium en ging daarna architectuur aan de Koninklijke Deense Kunstacademie studeren. Hij was eigenlijk meer geïnteresseerd in kunstgeschiedenis, maar zijn vader vond een architectuurstudie een betere keuze. Hij kreeg aan de kunstacademie les van onder meer Kay Fisker en Kaare Klint. In 1934 vond hij een baan bij de architect Vilhelm Lauritzen waar hij tot 1945 werkzaam bleef. Het architectenbureau van Lauritzen was verantwoordelijk voor onder meer het ontwerp van het luchthaven van Kopenhagen en het nationaal omroepgebouw Radiohuset (thans het Koninklijk Deens Conservatorium). In samenwerking met architect Viggo Boesen ontwierp Juhl het interieur van het omroepgebouw. Door zijn drukke baan bij het architectenbureau maakte Juhl zijn studie architectuur niet af. Desondanks werd hij in 1942 lid van de Deense Vereniging van Architecten.

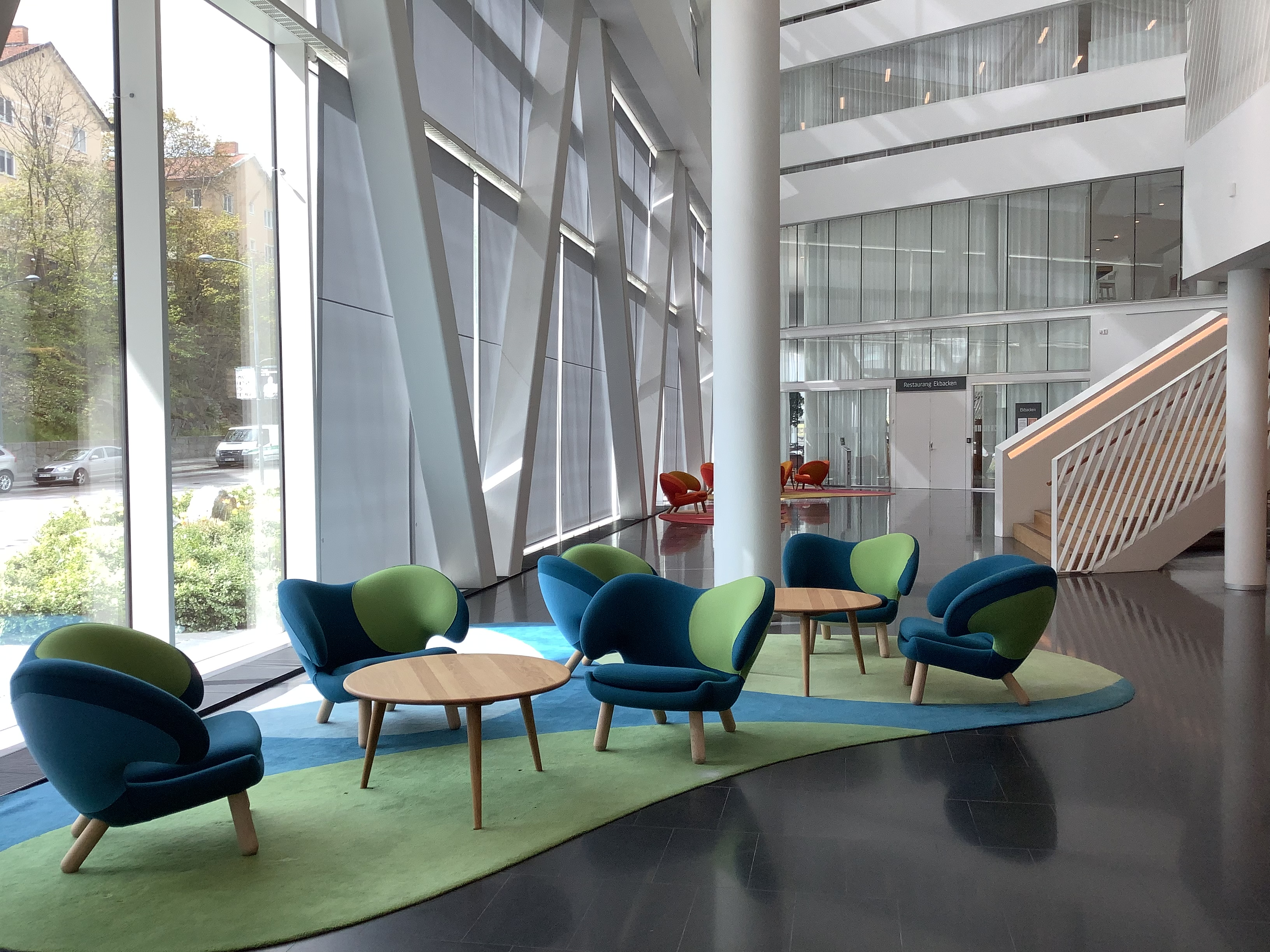
Pelikaanstoel (ontwerp uit 1940)

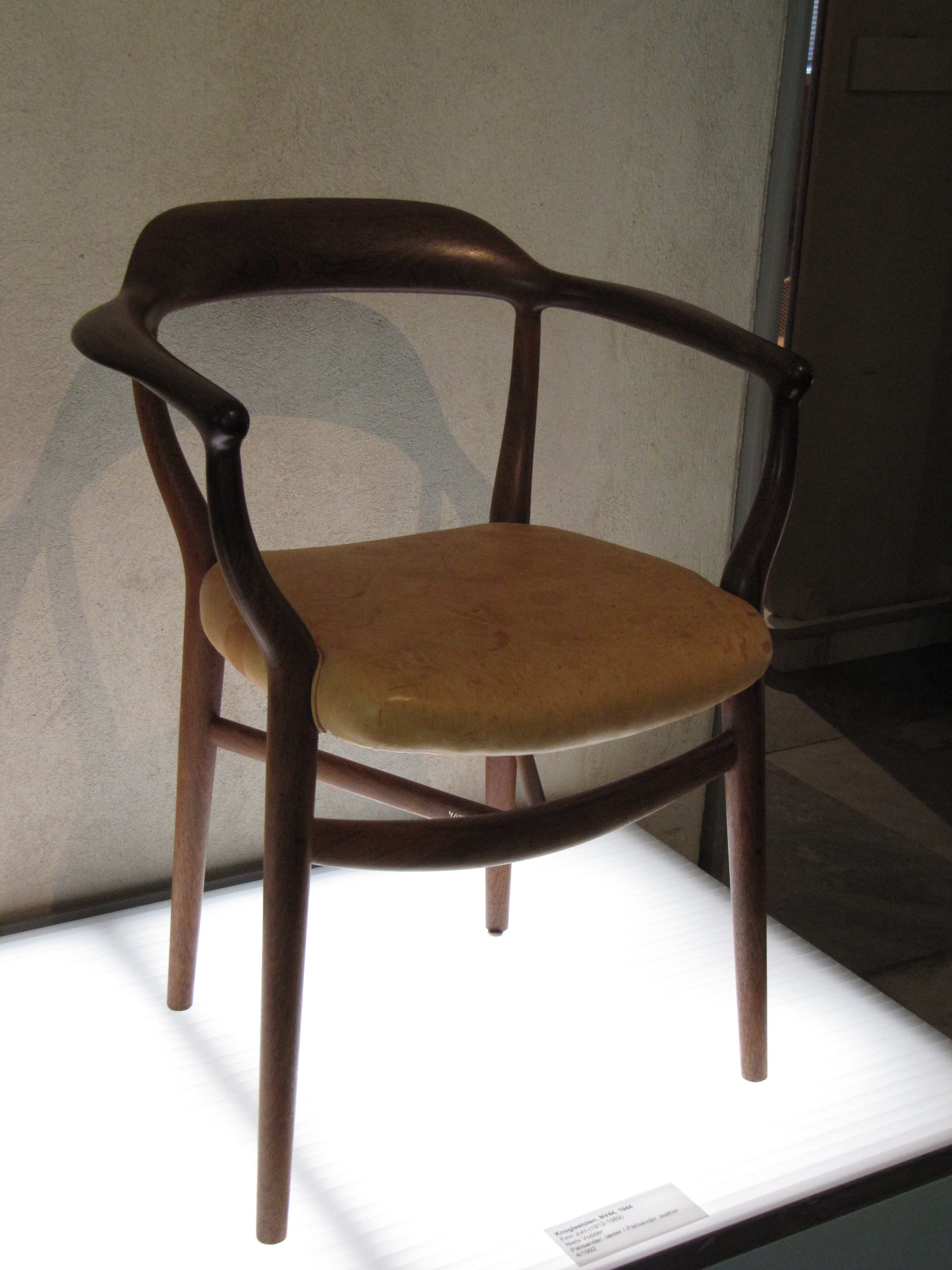
De 44 stoel (1944)

In 1937 presenteerde hij zijn eerste meubelontwerp bij de expositie van het meubelmakersgilde in Kopenhagen (Københavns Snedkerlaugs Møbeludstilling). In tegenstelling tot vele andere meubelontwerpers was Juhl autodidact en had hij geen vooropleiding als houtbewerker. Het ontwerp dat Juhl presenteerde was uitgevoerd door meubelmaker Niels Vodder. Vodder was een ervaren meubelmaker met een goede reputatie, twintig jaar ouder dan Juhl en naar verluidt de enige meubelmaker die het aandurfde om de complexe ontwerpen van Juhl uit te voeren. De samenwerking tussen Juhl en Vodder duurde uiteindelijk twintig jaar.
In 1938 deed Juhl opnieuw mee aan de expositie waar hij de Sprinkhaanstoel toonde. De stoel kreeg weinig positieve respons en werd om die reden destijds niet in productie genomen. Zijn ontwerp werd later echter wel gewaardeerd: in 2001 werd de stoel alsnog in productie genomen. Zeventien jaar later werd een van de twee originele prototypes verkocht voor €319.000.
De Pelikaanstoel, een ontwerp dat Juhl in 1940 presenteerde, werd tevens niet goed ontvangen. Het ontwerp was beïnvloed door het werk van de kunstenaar Jean Arp. De stoel werd te radicaal gevonden en door critici omschreven als een ”vermoeide walrus” en ”lekke tennisbal”. Ondanks dat beide ontwerpen aanvankelijk met weinig enthousiasme werden ontvangen, werden deze na zijn dood alsnog op de markt gebracht.  
In 1944 ontwierp Juhl de 44 stoel die later ook bekend kwam te staan als Bone-chair. Deze stoel was de persoonlijke favoriet van Juhl. Het jaar daarna presenteerde hij de 45 stoel. Dit werd een van zijn meest herkenbare ontwerpen en werd door Noritsugu Oda, voormalig professor van de School voor Kunst en Techniek aan de Tokai Universiteit in Hokkaido, omschreven als de “de moeder van alle moderne stoelen”. In 1945 opende Juhl zijn eigen ontwerpbureau aan de Nyhavn in Kopenhagen en datzelfde jaar begon hij als docent aan de School voor Binnenhuisarchitectuur in Kopenhagen. Enkele van de ontwerpen van Juhl die hij eind jaren veertig maakte, waren geïnspireerd op traditionele Japanse en Egyptische meubelen.
In de jaren daarna ontwierp hij meerdere winkelinterieurs, waaronder die van de Bing & Grøndahlwinkel en de Svend Schaumann bloemenwinkel. In 1950 exposeerde Juhl op de tentoonstelling van hedendaagse Deense architectuur en de tentoonstelling van de Nationale Vereniging van Deense Ambachten in Londen. Het jaar daarna deed hij mee aan de Good Design expositie in Chicago. De Amerikaanse curator en auteur Edgar Kaufmann Jr. schreef regelmatig lovende stukken over Juhl en zijn in het Amerikaanse woontijdschrift Interiors.

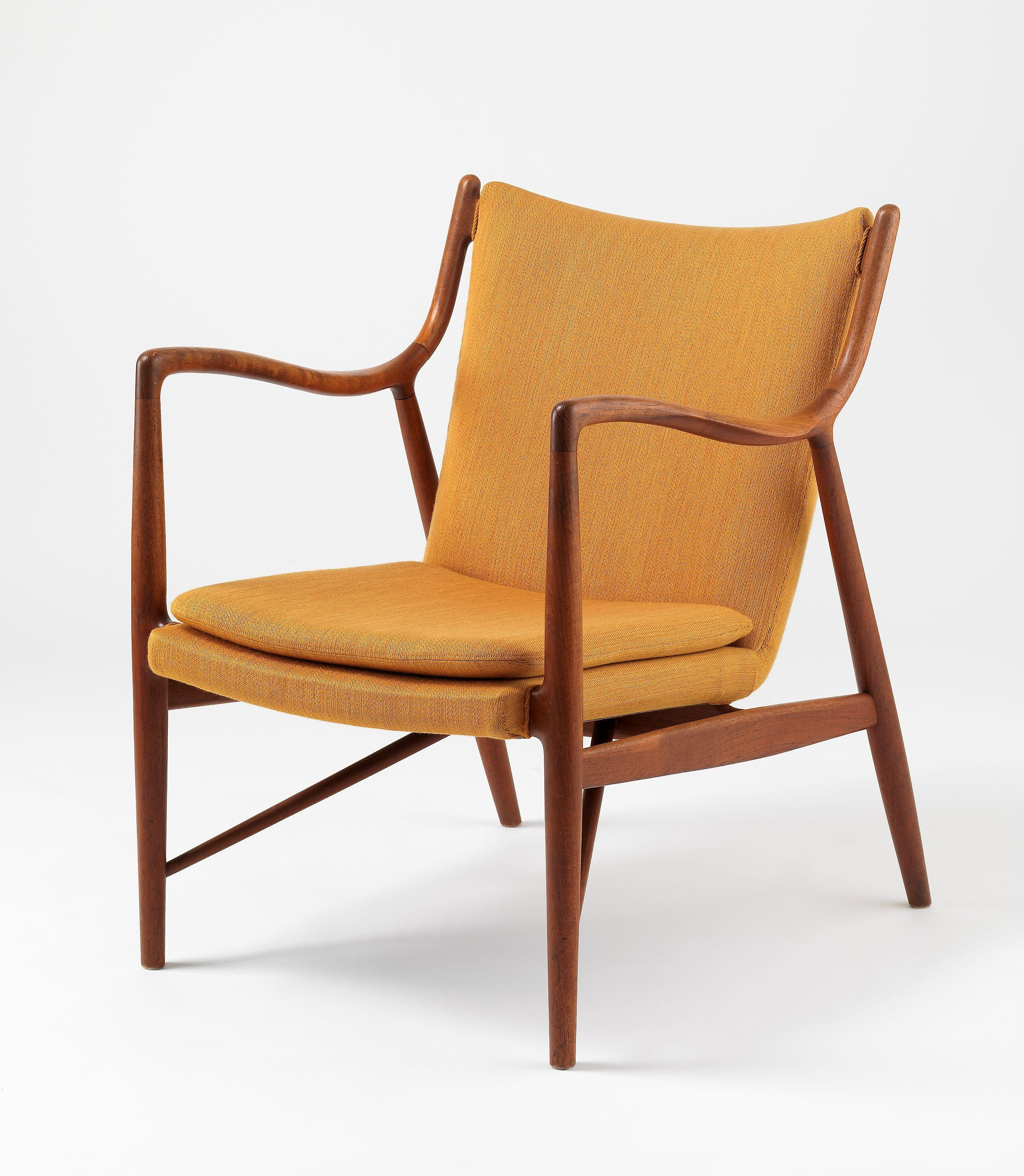
Leunstoel 45 (1945)

In 1950 werd Juhl samen met de Zweedse architect Sven Markelius, de Noorse architect Arnstein Arneberg gevraagd voor het ontwerpen van vergaderzalen van het hoofdkwartier van de Verenigde Naties in New York. Juhl werd verantwoordelijk voor het ontwerp van de vergaderzaal van de Trustschapsraad. Daarnaast ontwierp hij voor de vergaderzaal de FJ-51 stoel, ook bekend als de Delegates chair.
In 1951 ging Juhl een samenwerkingsverband aan met de Amerikaanse meubelfabrikant Baker Furniture uit Michigan waarvoor hij meerdere meubelstukken ontwierp. Deze meubelfabrikant kreeg vanaf 1951 de rechten om deze ontwerpen in de Verenigde Staten te produceren en verkopen. In dezelfde periode ging Juhl een samenwerking aan met de Deense fabrikanten France & Daverkosen, France & Søn en Bovirke. De ontwerpen voor Bovirke werden in New York verkocht door George Tanier. Tanier was werkzaam voor Swedish Modern Inc., een bedrijf dat veel Zweedse designmeubelen verkocht in de Verenigde Staten. Dit leidde voor Juhl tot meer bekendheid in zowel de Verenigde Staten als in Denemarken.
In 1954 vond de tiende editie van de Triënnale van Milaan plaats. Juhl was verantwoordelijk voor het ontwerp van de Deense tentoonstelling. Voor zijn ontwerp ontving hij een eervolle vermelding. In 1956 startte Juhl met een groot project voor luchtvaartmaatschappij SAS airlines. Voor de luchtvaartmaatschappij ontwierp hij ticketbureaus en interieurs voor zowel de terminals als de vliegtuigen. Hij werkte aan dit project tot en met 1961. In 1957 verhuisde Juhl zijn ontwerpbureau naar de 38 Sølvgade in Kopenhagen. Datzelfde jaar ontwierp hij opnieuw de Deense tentoonstelling op de Triënnale van Milaan. Dit maal kreeg hij hier een gouden medaille voor. In 1955 was Juhl gestopt met lesgeven aan de School voor Binnenhuisarchitectuur, maar was midden jaren zestig gastdocent aan het Institute of Design in Chicago.
In 1970 vond er een retrospectieve plaats van zijn werk in Kunsthal Charlottenborg in Kopenhagen. Het jaar daarna ging Juhl met pensioen. In 1973 en 1982 vonden opnieuw retrospectieven plaats van zijn werk in Cantù en opnieuw in Kopenhagen. In 1978 werd Juhl benoemd tot Honorary Royal Designer for Industry in Londen. In 1984 kreeg hij een Deense onderscheiding en werd hij benoemd tot Ridder in de Orde van de Dannebrog. Juhl overleed op 17 mei 1989 in Ordrup.

## Privé
Juhl trouwde in 1937 met tandarts Inge-Marie Skaarups. Dit huwelijk eindigde in een scheiding. In 1961 trouwde hij opnieuw, dit maal met Hanne Wilhelm Hansen met wie hij samen was tot zijn dood in 1989. Na zijn dood verkreeg Wilhelm Hansen de rechten over de ontwerpen van Juhl. Deze werden in 2001 overgedragen aan meubelproducent House of Finn Juhl die oude ontwerpen van Juhl opnieuw uitbrengt. 

## Finn Juhl hus
In 1942 ontwierp Juhl het huis in Ordrup waar hij met zijn toenmalige vrouw Inge-Marie Skaarups ging wonen. Het huis is ontworpen volgens de "binnen-buiten" filosofie waarbij het interieur eerst werd ontworpen.

De woning wordt gezien als een van de meest succesvolle functionalistische eengezinswoningen in Denemarken. De woning is volledig ingericht met meubelen ontworpen door Juhl zoals de Chieftain stoel en het Poet bankstel. Daarnaast hangen er kunstwerken van Deense kunstenaars zoals Asger Jorn, Vilhelm Lundstrøm, Erik Thommesen en Sonja Ferlov Mancoba. Sinds 2008 is het huis onderdeel van museum Ordrupgaard.

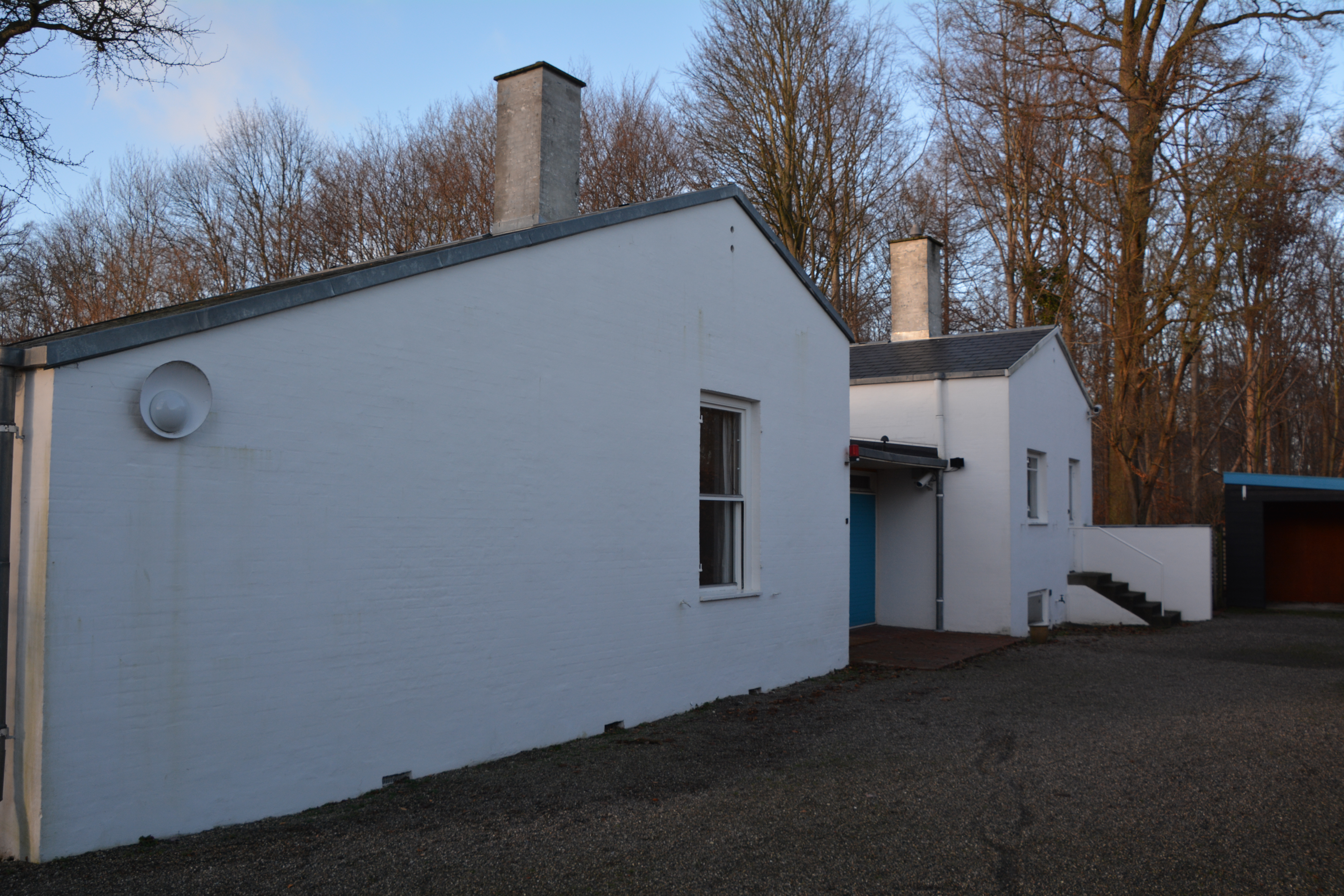
Finn Juhl hus, voorzijde
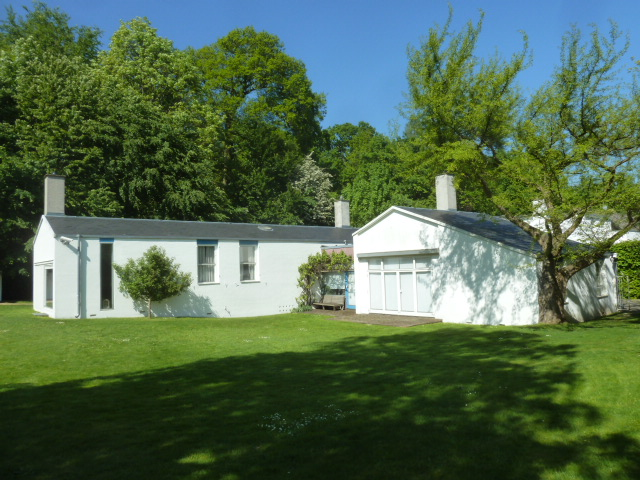
Finn Juhl hus, achterzijde
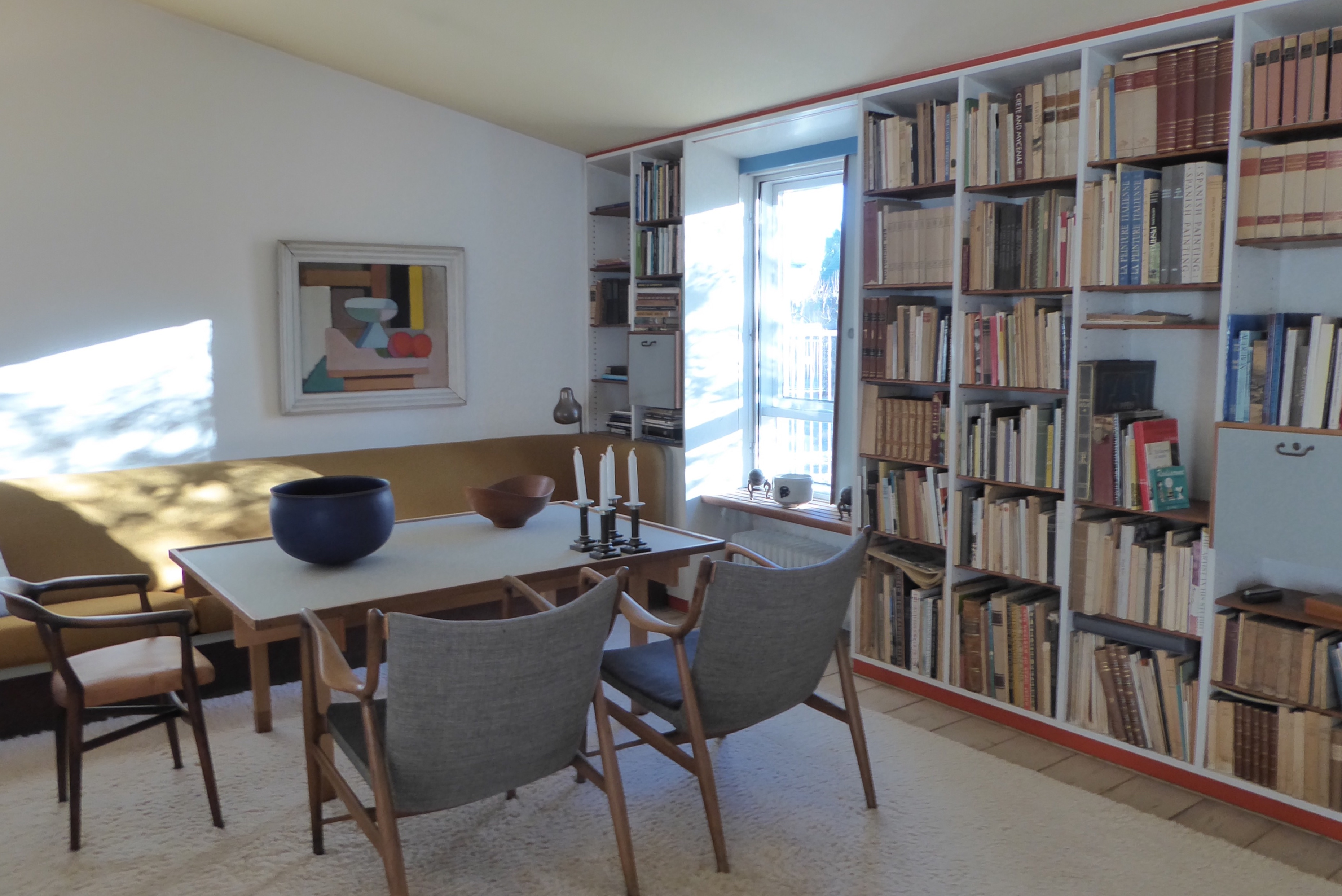
Finn Juhl hus, interieur

## Finn Juhl prijs
Sinds 2003 wordt jaarlijks de Finn Juhl prijs uitgereikt. Deze prijs wordt toegekend aan "een persoon die een bijzondere bijdrage heeft geleverd aan de meubelarchitectuur, bij voorkeur met betrekking tot stoelen, of dit nu als architect, fabrikant, schrijver of iets dergelijks is."  De prijs wordt uitgereikt door de Wilhelm Hansen Stichting en werd geïnitieerd door Hanne Wilhelm Hansen, de tweede echtgenote van Juhl. De eerste winnaar van de prijs was de Amerikaanse architecte Maya Lin.

## Werken (selectie)

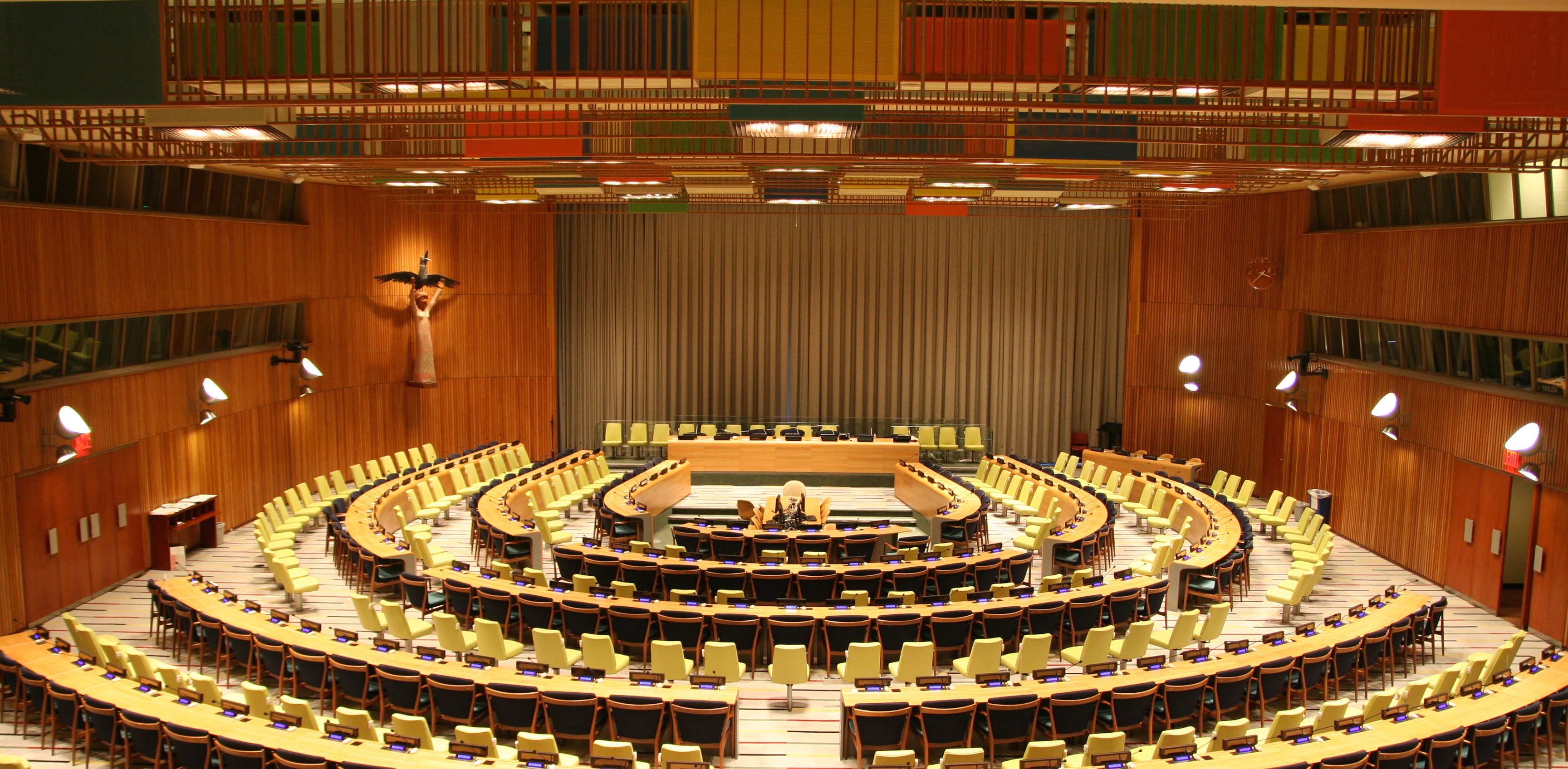
Vergaderzaal van de Trustschapsraad (1951)

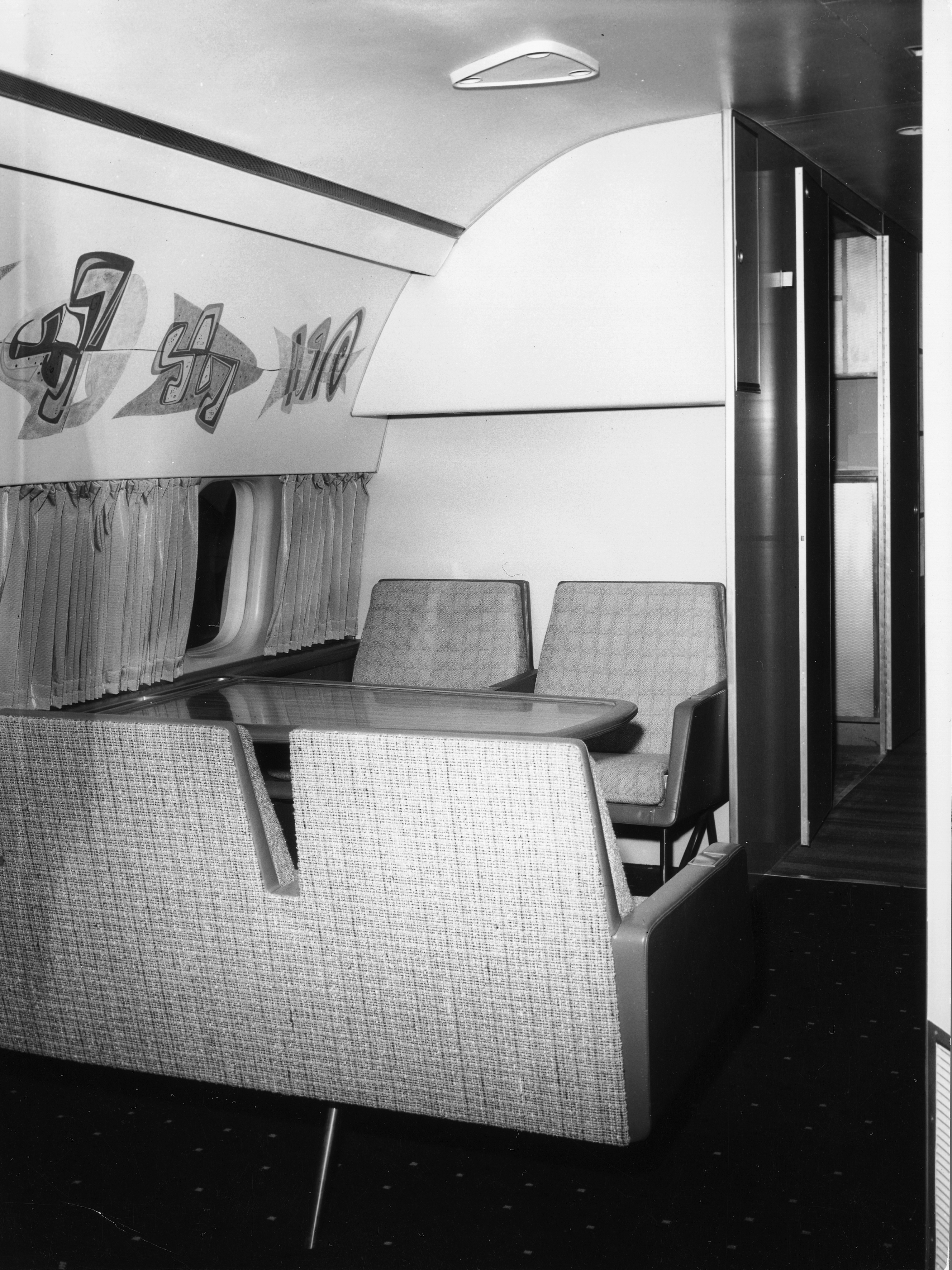
Interieur van de SAS DC-8-33 (1966)

### Interieurs en gebouwen
- Zijn eigen woonhuis in Ordrup (1942)[14]
- Zomerhuis in Asserbo (1950)
- Vergaderzaal van de Trustschapsraad (1950)
- Diverse winkelinterieurs, waaronder de George Jensen Inc. winkel in New York (1952)
- Woonhuis in Nakskov (1952)
- Bioscoop Villabyernes Bio in Gentofte (1955)
- Ticketbureaus voor SAS in Europa en Azië en interieurontwerp van DC-8 vliegtuigen van SAS (1956-1961)
- Ontwerp voor de George Jensen Inc. winkel in Toronto (1956)
- Inrichting van de residentie van de ambassadeur van de Deense Ambassade in Washington DC (1960)
- Zomerhuis in Raageleje (1962)

### Meubelen
- Sprinkhaanstoel (1938)
- Pelikaanstoel (1940)
- De dichtersbank (1941)
- 44-stoel (1944), ook bekend als de Bone chair
- 45-stoel (1945)
- 108-stoel (1946)
- 109-stoel (1946)
- 46-stoel (1947)
- 48-stoel (1948)
- Chieftain stoel (1949)
- Egyptische stoel (1949)
- FJ-51 stoel (1951), ook bekend als de Delegates chair
- De Baker-bank (1951)
- Leesstoel (1953)
- Japan bank (1957)

## Prijzen en onderscheidingen
- CF Hansen-prijs voor jonge architecten (1943)
- Eckersberg medaille (1947)
- Eervolle vermelding Triënnale van Milaan (1954) voor zijn tentoonstellingsontwerp
- Diploma van de gemeente Gentofte (1955) voor zijn ontwerp van een bioscoop
- Gouden medaille Triënnale van Milaan (1957) voor zijn tentoonstellingsontwerp
- Kaufmann International Design Award (1960)
- A.I.D. prijs voor design (1964)
- Honorary Royal Designer for Industry, Londen (1978)
- Ridder in de Orde van de Dannebrog (1984)